# 육방해면류
육방해면류는 해면동물문 육방해면강 동물의 총칭이다. 2개 아강에 5개 목을 포함하고 있다.

## 특징
골편은 규질이며 3축이 기본형이나, 1축에서 6축에 이르기까지 여러 종류가 있다. 특히 골편에는 육방성체나 양반체라는 작은 골편이 붙어 있어, 둘 중 어느 것이 있는가에 따라 다시 육방성 아강과 양반 아강으로 분류하고 있다. 모두 깊은 바다에 살고 있으며, 한국에는 2종만이 알려져 있다. 바다수세미·상모끝 등이 이에 속한다.

## 하위 목
- Amphidiscophora
  - Amphidiscosida
- Hexasterophora
  - Aulocalycoida
  - 육방해면목 (Hexactinosida)
  - Lychniscosida
  - 느슨해면목 (Lyssacinosida)